# Росс, Кэрол
Джулия Кэрол Росс (англ. Julia Carol Ross; род. Окленд, Миссисипи) — американский баскетбольный тренер. Работала с женскими командами Флоридского и Миссисипского университетов, а также с клубами женской НБА «Атланта Дрим» (как помощник главного тренера) и «Лос-Анджелес Спаркс» (2012—2014, как главный тренер). Тренер женской сборной США в серии товарищеских игр 1998 года, победительница чемпионата мира среди девушек (до 19 лет) 2005 года как помощник главного тренера сборной США. Тренер года женской НБА (2012).

## Спортивная карьера
С 1977 по 1981 год училась в Миссисипском университете и выступала на позиции защитника за баскетбольную сборную этого вуза, которую в это время тренировал Ван Ченселлор. На втором году учёбы, в сезоне 1978/79 вышла с командой в чемпионат Ассоциации женского межвузовского спорта (AIAW), в сезоне 1979/80 была включена в символическую сборную Юго-Восточной конференции, а в последний год обучения стала капитаном сборной. За годы выступлений набрала 1015 очков, сделала 531 результативную передачу и 333 перехвата, став лишь одной из двух баскетболисток в истории сборной Миссисипского университета с более чем 1000 очков, 500 передач и 300 перехватов. Росс оставалась рекордсменкой Миссисипского университета по количеству перехватов за один сезон (135 в сезоне 1979/80) и через 35 лет. Окончила университет со степенью по педагогике.
По окончании вуза на волонтёрской основе работала помощником тренера в Беллхейвен-колледже в Джексоне (Миссисипи), после чего перешла на аналогичную должность в Обернский университет. За семь лет работы в Оберне (1983—1990) прошла путь от ассистента-практиканта до главного помощника тренера и руководителя программы по подбору игроков, сыграв важную роль в превращении «Тайгерс» в команду, постоянно участвующую в национальном чемпионате NCAA. В последние три года работы Росс с командой Обернского университета (в 1988, 1999 и 2000 годах) её подопечные трижды играли в финале национального первенства.
В 1990 году заняла пост главного тренера женской баскетбольной команды Флоридского университета. К моменту прихода Росс «Гейторс» лишь один раз попадали в пятёрку лучших команд Юго-Восточной конференции, а в 5 лет, предшествующих началу её работы с командой, не занимали мест выше девятого. Команда также только один раз за свою 16-летнюю историю одержала 20 побед за сезон. За 12 лет работы с Росс «Гейторс» одерживали в среднем по 20 побед за сезон, в том числе в среднем по 23 за последние 10 лет, в 9 из 11 последних сезонов попадали в пятёрку сильнейших в конференции. Кроме того, команда 7 раз заканчивала сезон в числе 25 лучших университетских сборных США и 9 раз играла в национальном чемпионате NCAA. В свой лучший сезон под руководством Росс, в 1996/97, сборная Флоридского университета вышла в четвертьфинал национального первенства, а её ведущая нападающая Делиша Милтон-Джонс завоевала приз Уэйд как лучшая студентка-баскетболистка США. Саму Росс признавали лучшим тренером Юго-Восточной конференции в 1994 и 2001 годах. В 2001 и 2002 годах она также становилась финалисткой в голосовании за лучшего тренера вузовской женской команды в США (приз имени Нейсмита). С балансом побед и поражений 247—121 (67,1 % побед) она остаётся рекордсменкой Флоридского университета по количеству выигранных матчей.
В общей сложности 26 воспитанниц Росс из Флоридского университета продолжили баскетбольную карьеру на профессиональном уровне. Помимо Милтон-Джонс, выбранной под общим 4-м номером на драфте женской НБА 1999 года и ставшей двукратной чемпионкой этой лиги и трёхкратной участницей матчей всех звёзд, среди них были Мюрриел Пейдж (общий 3-й номер драфта 1998 года, обладательница самого высокого процента попаданий с игры в лиге в 1999 и 2000 годах) и Мерлакия Джонс (двукратная участница матчей всех звёзд, в 2001 году избранная в первую сборную женской НБА). На первом в истории драфте женской НБА, в 1997 году, из первых 16 выбранных игроков три представляли «Гейторс».
В период работы во Флоридском университете Росс успела также побывать тренером женской сборной США. Это произошло в 1998 году, когда команда под её руководством провела 15-дневный тур, за время которого сыграла 8 товарищеских матчей против сборных Испании, Пуэрто-Рико и Польши. Американки проиграли один матч польской сборной с разницей в 1 очко и выиграли остальные семь встреч.
В 2003 году Росс вернулась в свой родной Миссисипский университет как главный тренер женской сборной. В первый же сезон в этом качестве она с баланском побед и поражений 17-14 (в том числе 7-7 в конференции) вывела «Ребелс» в национальный чемпионат, где те в последний раз играли в 1996 году. При этом она в очередной раз завоевала титул тренера года Юго-Восточной конференции. Всего за четыре года работы со сборной Миссисипского университета Росс трижды пробивалась с ней в национальный этап чемпионата NCAA, в том числе в четвертьфинал турнира в последнем сезоне, 2006/7, когда за команду играла Арминти Прайс. По пути к четвертьфиналу «Ребелс» обыграли действующих чемпионок — «Мэриленд Террапинс». В этом году «Ребелс» достигли рубежа в 20 побед после более чем десятилетнего перерыва. Ещё дважды за этот период команда Миссисипского университета становилась участницей женского Национального пригласительного турнира. В общей сложности под руководством Росс «Ребелс» выиграли 77 матчей, проиграв 50 (60,6 % побед).
В период работы в Миссисипском университете Росс вторично была приглашена в сборную США — на этот раз среди девушек в возрасте до 19 лет, став помощником главного тренера Гейл Гёстенкорс. Эта команда в 2005 году выиграла чемпионат мира, в среднем побеждая с большим преимуществом в каждом матче.
В 2009 году Росс присоединилась к клубу женской НБА «Атланта Дрим» как помощник главного тренера. В сезоне 2009 года «Атланта» заметно улучшила свой прошлогодний результат, одержав на 14 побед больше, а в следующие два сезона выигрывала по 21 матчу при 13 поражениях и дважды подряд играла в финальной серии.
5 января 2012 года было объявлено о назначении Росс на пост главного тренера другого клуба женской НБА — «Лос-Анджелес Спаркс». Команда, завершившая сезон 2011 года с балансом побед и поражений 15-19, в первый год с Росс в качестве главного тренера выиграла 24 матча, проиграв лишь 10. Рост количества побед на 9 за сезон стал вторым за всю историю клуба. «Спаркс» заняли 2-е место в Западной конференции, а Росс была признана тренером года женской НБА. В следующем регулярном сезоне «Лос-Анджелес», за который играла MVP лиги Кэндис Паркер, снова одержал 24 победы при 10 поражениях, уступив в полуфинале конференции «Финиксу». Сезон 2014 года, однако, «Спаркс» начали неуверенно после смены владельца, и в июле, когда баланс побед и поражений составлял 10-12, Росс была уволена. На её место до конца сезона назначили Пенни Толер — генерального менеджера команды и вице-президента клуба. В связи с увольнением Росс подала в отставку и Гейл Гёстенкорс, занимавшая пост помощника главного тренера.
После этого, в октябре 2014 года, Росс начала работать в телевизионной корпорации ESPN как баскетбольный комментатор-аналитик, ведущий репортажи с игр Юго-Восточной конференции. Она является членом Зала спортивной славы Миссисипского университета с 2001 года, а в 2013 году её имя было включено в списки общего Зала славы выпускников этого вуза.